# بوهدان خلدون
بوهدان خلدون (اوکراینی: Богдан Ігорович Гладун؛ زادهٔ ۱۰ ژوئن ۱۹۹۹) بازیکن فوتبال اهل اوکراین است.